# Gioia Sannitica
Gioia Sannitica é uma comuna italiana da região da Campania, província de Caserta, com cerca de 3.697 habitantes. Estende-se por uma área de 54 km², tendo uma densidade populacional de 68 hab/km². Faz fronteira com Alife, Alvignano, Cusano Mutri (BN), Faicchio (BN), Ruviano, San Potito Sannitico.

## Demografia
| Variação demográfica do município entre 1861 e 2011                               |
|                                                                                   |
| Fonte: Istituto Nazionale di Statistica (ISTAT) - Elaboração gráfica da Wikipedia |